# Klimaxbaumart
Klimaxbaumarten sind Baumarten, die das Endstadium (Klimaxstadium) einer natürlichen Abfolge (Sukzession) eines Waldes darstellen. Diese Wälder werden als Schlusswälder bezeichnet. In Mitteleuropa wären ohne Einfluss des Menschen heute hauptsächlich Buchenwälder anzutreffen.

## Beispiel für eine Abfolge
Auf einer Katastrophenfläche siedeln sich als erstes einjährige, danach mehrjährige krautige Pflanzen, dann folgen Sträucher und anschließend siedeln sich Pionierbaumarten an. Diese werden von Halbschattenbaumarten ersetzt, die dann wiederum von Klimaxbaumarten (meistens Schattenbaumarten) abgelöst werden. Wenn diese absterben oder durch Katastrophen (Feuer, Windbruch, …) verschwinden, beginnt der Kreislauf von vorn.
So gut wie jede Baumart kann als Klimaxbaumart auftreten. Dieses hängt stark vom Standort ab. In einem Moor z. B. kann die Birke gleichzeitig Pionier- und Klimaxbaumart sein.

## Klimaxbaumarten in Mitteleuropa
- Eiche (Quercus)
- Rotbuche (Fagus sylvatica)
- Gemeine Fichte (Picea abies) in höheren Berglagen
- Weiß-Tanne (Abies alba) in höheren Berglagen

## Klimaxbaumarten in Nordamerika
- Balsamtanne (Abies balsamea)[1]
- Frasertanne (Abies fraseri)[1]
- Kanadische Hemlocktanne (Tsuga canadensis)[1]
- Koloradotanne (Grautanne, Abies concolor)[1]
- Küstenkiefer (Pinus contorta)[1]
- Prachttanne (Abies magnifica)[1]
- Siskiyou-Fichte (Mähnenfichte, Picea breweriana)[1]